# مجموعه (آلبوم ونجلیس)
«مجموعه» آلبومی از هنرمند اهل یونان ونگلیس است که در سال ۲۰۱۲ میلادی منتشر شد.